# Cross & Change
A Cross & Change a dél-koreai F.T. Island együttes harmadik koreai nagylemeze, melyet 2009. július 16-án jelentettek meg. A lemez 12 dalt tartalmaz, az együttes fellépőruhái és imidzse „retro”-koncepciót tükrözött, kölcsönözve az úgynevezett „pokko (bokgo)” stílusból, ami az 1970-es és 80-as években volt nagyon népszerű Koreában. Az albumról az I Hope című dalhoz készült videóklip.

## Számlista
| #   | Cím | Dalszöveg                                             | Zene                                                        | Hossz |
| --- | --- | ----------------------------------------------------- | ----------------------------------------------------------- | ----- |
| 1.  | 빙빙빙 Pingbingbing (Bingbingbing)                                                                           | I Hiszong (이희승, Lee Hui-seung)                     | Han Szunghun (한승훈, Han Seung-hun)                        | 03:30 |
| 2.  | 바래 Pare (Barae) (I Hope)                                                                                   | Kim Dohun (김도훈), Kim Szedzsin (김세진, Kim Se-jin) | Kim Dohun, Han Szongho (한성호, Han Seong-ho)               | 03:50 |
| 3.  | 미우나고우나 Miunago una (Love It, Hate It)                                                                  | Cshö Hjedzsong (최혜정, Choi Hye-jeong)               | Cshö Hjedzsong (Choi Hye-jeong)                             | 04:21 |
| 4.  | 천사와 나무꾼 Cshonszava namukkun (Cheonsawa namukkun) (Angel and the Woodsman)                              | Han Szongho (Han Seong-ho)                            | Kim Dzsejang ( 김재양, Kim Jae-yang)                        | 03:33 |
| 5.  | 소녀를 만나다 (소나기) Szonjorul mannada (Szonagi) (Sonyeoreul mannada (Sonagi)) (Boy Meets Girl (Rainfall)) | Han Szongho (Han Seong-ho)                            | Kim Dzsejang (Kim Jae-yang)                                 | 04:13 |
| 6.  | 결혼해줘 Kjorhon hedzsvo (Gyeorhon haejwo) (Let’s Get Married)                                               | Cshö Hjedzsong (Choi Hye-jeong)                       | Cshö Hjedzsong (Choi Hye-jeong)                             | 03:34 |
| 7.  | 꼭은 아니더라도 Kkogun anidorado (Kkogeun anideorado) (Even If It’s Not Necessary)                           | Han Szongho (Han Seong-ho)                            | Han Szongho (Han Seong-ho), Han Szunghun (Han Seung-hun)    | 04:25 |
| 8.  | 첫눈에 알아 Cshonnune ara (Cheonnune ara) (I Knew From First Sight)                                          | Han Szongho (Han Seong-ho)                            | Han Szongho (Han Seong-ho), Han Szunghun (Han Seung-hun)    | 03:41 |
| 9.  | 보내주기 Ponedzsugi (Bonaejugi) (Send Away)                                                                  | Mjong Inhi (명인희, Myeong In-hui)                    | Kim Bomin (김보민)                                          | 03:55 |
| 10. | 못난이 Monnani (Ugly)                                                                                        | Han Szongho (Han Seong-ho)                            | Han Szongho (Han Seong-ho)                                  | 03:14 |
| 11. | 남의 속도 모르고 Nami szokto morugo (Namui sokdo moreugo) (Make Little Of Others)                            | Han Szongho (Han Seong-ho)                            | Han Szongho (Han Seong-ho), Cshö Hjedzsong (Choi Hye-jeong) | 03:56 |
| 12. | 바래 Pare (Barae) (Ver.2) (I Hope)                                                                           | Kim Dohun, Han Szongho (Han Seong-ho)                 | Kim Dohun, Kim Szedzsin (Kim Se-jin)                        | 03:49 |